# 베이징시
베이징(중국어 정체자: 北京, 병음: Běijīng 듣기 (도움말·정보))또는 북경은 중화인민공화국의 수도이며 상하이시에 이어 두 번째로 큰 도시이다. 허베이성으로 둘러싸여 있으며 동쪽으로는 톈진시와 경계를 접한다. 행정구역 면적은 16,410 km²로, 인구는 약 2189만 명이다. 베이징시는 3천년의 역사를 지닌 중국의 역사문화도시이며, 자금성, 후통, 이화원, 천안문, 만리장성 등 많은 유적과 유물들이 보존되어 있다.

## 명칭
퍼킹(Peking)은 우정식 병음(郵政式拼音)에 따른 이름이고, 중국 보통화로는 전통적으로 베이징(Beijing)이라고 불린다. '페킹'이라는 이름은 400년 전 프랑스 선교사에 의해서 유래되었고, [kʲ]에서 [tɕ]의 변화는 표준 중국어에서 나타나는 과거의 발음과 일치한다([tɕ]는 병음으로 j다). 그리고 '페킹'이라는 명칭은 여전히 영어에서 사용된다. 중화민국에서 베이징(북경)을 베이핑(북평)(北平)으로 불렀는데 당시 중화민국의 수도는 난징이었고 수도가 아닌 베이징은 베이징이라는 이름 대신 베이핑이라고 불리게 된 것이다. 따라서, 중화민국에서는 경극(京劇)은 「평극(平劇)」이고, 북경오리도 '북평오리'로 불린다. 오늘날 타이완에서 발행되는 일부 중국 지도는 여전히 '북평'이라는 이름을 사용하지만, 중화민국 정부를 포함한 대부분은 북경으로 부르고 있다. 중화민국과 수교했던 대한민국에서도, 1970년대초까지는 대체로 북경을 북평이라는 이름으로 부르는 경우가 더 많았다. 조선민주주의인민공화국에서는 평소에는 한국어의 한자어 표기를 사용하지만 북경은 예외적으로 베이징으로 부른다.
' 연경(燕京) '은 지금도 다른 베이징의 비공식적 이름으로 사용된다. 이는 베이징이 전국시대 연나라의 수도였기 때문이다.

## 역사

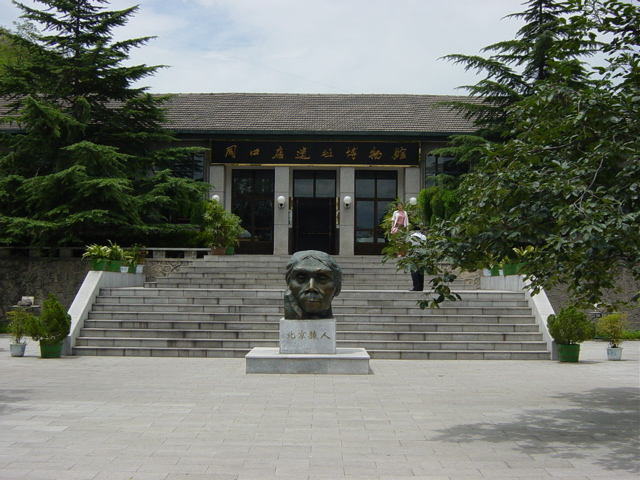
북경원인 박물관

기원전 1000년 경 춘추전국시대의 나라 중 하나인 연(燕)의 수도인 계(薊)가 오늘날 베이징(北京)이 있는 곳에 건립되었다. 이후 [[기원전 221년]] [[진시황제]]가 중국을 통일 한 후 계성은 주(州)가 되었고 삼국 시대에는 공손찬과 원소가 보유하다가 조조의 위나라에게 함락되었다  936년 현재 베이징을 포함한 북부의 넓은 영토를 거란의 요(遼)에게 대부분 정복되었다. 938년에 요는 지금의 베이징을 정복하여 한족들을 유린한 다음 두 번째 수도를 건립했고 그것을 남쪽의 수도라는 뜻인 남경(南京)으로 불렀다. 1125년 여진의 금(金)왕조는 요를 합병하고 1153년 동북의 회령에서 이곳으로 천도하여 중앙수도라는 뜻의 중도(中都)라고 개칭했다.
1215년에 몽골이 1267년에 북쪽에서 상도(上都)를 건설했다. 중국의 전 지역을 정복하기 위한 준비로 원(元)왕조의 시조 쿠빌라이 칸은 베이징보다 북쪽에 칸발리크 (汗八里, Khanbaliq）(위대한 칸의 거주지라는 뜻) 혹은 대도(大都)를 건설하여 수도를 삼았고 이 위치는 마르코 폴로의 이야기 속에 'Cambuluc'로써 잘 나타나 있다.
1368년 원의 멸망 후 도시는 명(明)조에 의해 다시 재건되었고 순천(順天)지사 관저가 도시의 주위 지역에서 설립되었다. 1403년 이 곳이 수도인 난징(南京)보다 북쪽에 위치하였기 때문에 베이징(北京)으로 개명한 뒤 남경에서 북경으로 천도를 단행하였다. 북경은 또한 경사(京師)라는 이름으로도 잘 알려져 있는데 이는 단순히 수도라는 뜻이다. 명나라 시기 동안 전통적인 베이징의 구획이 확립되었다. 자금성과 천단 등의 건축물이 1406년에서 1420년대 사이에 건설되었다. (현재의 천안문(중국어 정체자: 天安門)은 1651년에 마지막으로 재건된 것이다.) 1644년, 만주족의 청나라가 베이징을 점령한 뒤 베이징을 유린하였고 베이징은 청의 통치 기간 동안 중국의 수도로 남게 되었다.

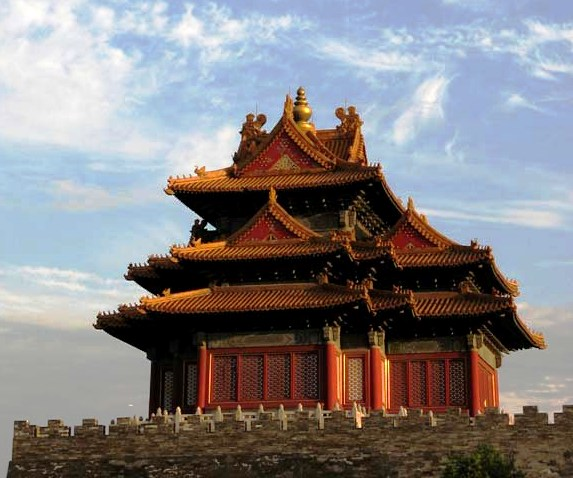
자금성의 망루

1911년, 신해혁명을 일으킨 혁명 정부는 베이징은 만주족의 수도라는 주장으로 난징을 수도로 정하고자 하였다. 의 치열한 대화 끝에 베이징은 난징과 같이 수도로서의 역할을 잃지 않을 수 있었다.
1916년 중국은 지방 군벌들의 내전으로 혼란스러운 상황이었으며, 각자 베이징을 차지하기 위해 싸움을 벌였다. 1928년, 국민당 정부는 북부의 군벌을 소탕하고, 난징을 공식적인 중화민국의 수도로 정한 뒤, 베이징을 북부의 평화 또는 북부의 평화를 회복시켰다는 뜻의 베이핑(北平)으로 개칭하여 베이징의 상징적인 의미를 떨어뜨렸다. 이후 일본제국이 베이징을 정복하였다.
제2차 중일전쟁 당시인 1937년 7월 29일, 베이징(베이핑)이 일본 제국에게 정복된 기간 동안 도시는 그 이전의 이름인 베이징으로 개명되었고, 일본 제국에 의해 많은 한족들이 유린되었다. 이 곳에 일본에게 점령된 화북의 일부 한인들이 설립한 괴뢰정부인 중화민국임시정부(中華民國臨時政府)가 들어서게 되었다. 그러나 제2차 세계대전에서 일본이 미국에 패전하게 되고, 한편으로 소련이 만주 지역을 점령하는 등과 같은 영향에 따라 베이징의 이름은 다시 베이핑으로 바뀌었다.
1949년 1월 31일, 공산당 세력은 베이핑으로 무혈입성 하였고, 같은 해 10월 1일, 베이징에서의 중화인민공화국 설립을 발표하였다. (중국인민정치협상회의(중국어 정체자: 中國人民政治協商會議)에서 베이핑은 공산 정권의 수도로 확정되었고, 이름도 다시 베이징으로 개명되었다.)
인민공화국 설립 당시에 베이징 시당국은 단지 도시지역과 바로 인접한 교외로 이루어져 있었고, 도시지역은 얼환루(二環路) 안에서 많은 작은 구역으로 나뉘었다. 그 뒤 주변의 일부 현(중국어 정체자: 縣, 병음: xiàn 셴[*])이 이 곳으로 편입되면서 베이징의 경계는 오늘날의 모양을 갖추게 되었다. 이 과정에서 베이징 성곽은 1965년~1969년에 얼환루의 건설을 위해 허물어졌다.
덩샤오핑의 경제개혁 후에 베이징과 난징과 뤄양과 청두와 시안과 충칭 등의 대도시지역은 매우 넓어졌다. 특히 베이징의 경우 이전에 얼환루(二環路)와 싼환루(三環路)에 한정되어 있던 베이징의 도시지역은 이전에는 경작지였던 많은 지역들이 개발되어 거주지나 상업적인 곳으로 발전하면서 최근 건설된 우환루(五環路)와 류환루(六環路)까지 그 영역을 넓혔다.
새로운 상업 지역이 국무(國貿)지역에서 발전하면서 왕푸징과 시단(중국어 정체자: 西單)은 번성한 쇼핑지역으로 발전했고 중관춘(중국어 정체자: 中關村)은 중국의 중요한 전자중심가가 되었다.

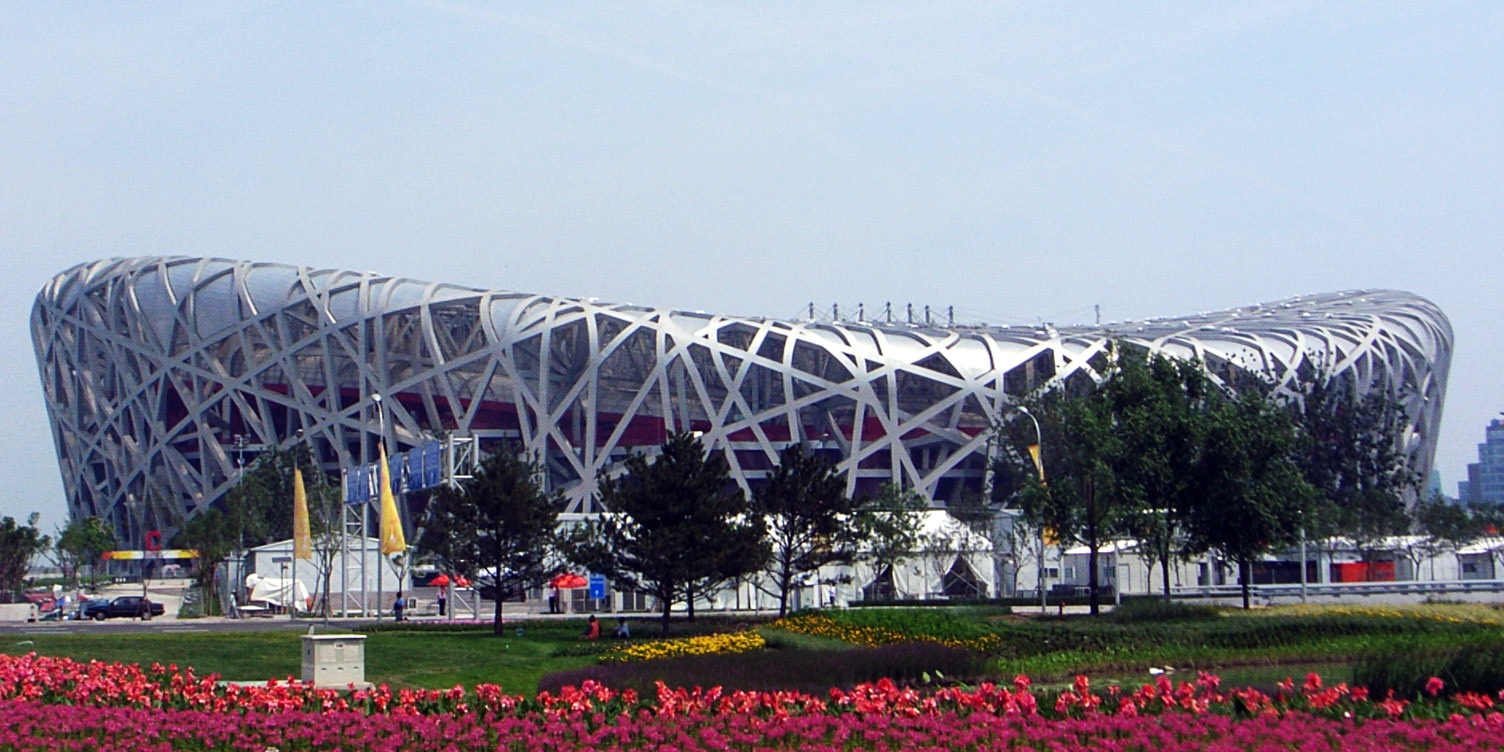
베이징 올림픽 경기장

2005년 초, 중국 정부는 베이징의 무질서한 발전을 멈추는 계획을 승인했다. 베이징은 중국의 국가적 자존심을 높여줄 행사로 2008년 하계 올림픽과 패럴림픽을 개최하였으며, 2022년 동계 올림픽·패럴림픽도 베이징에서 열렸다.

## 지리

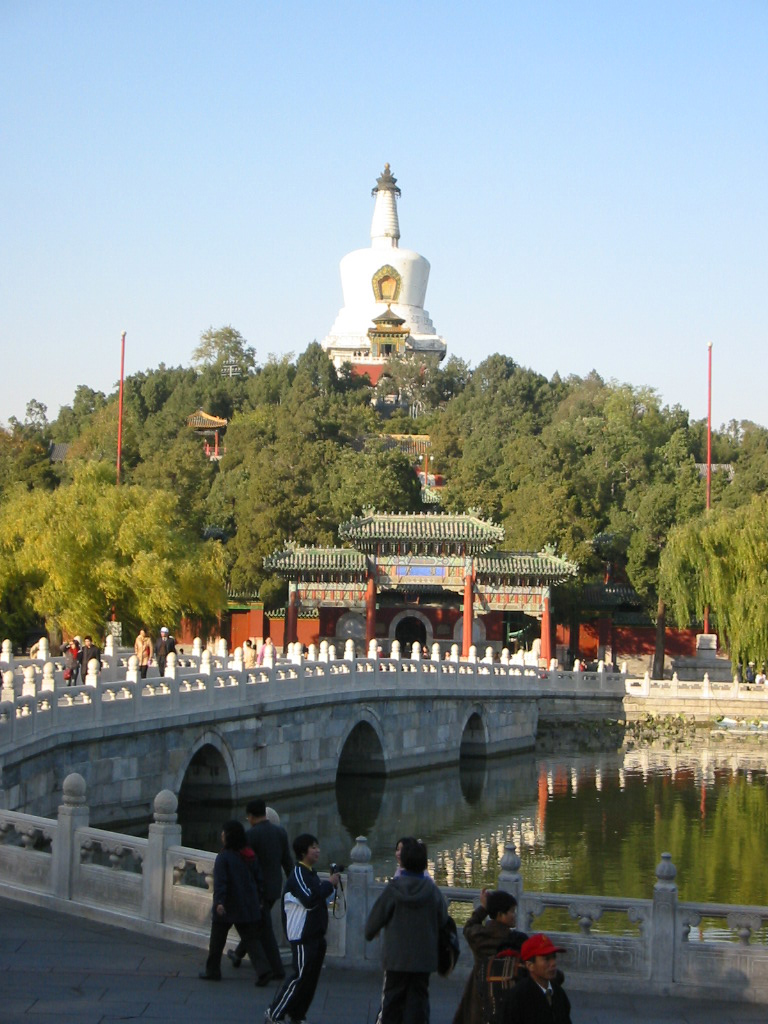
베이하이 공원

베이징은 도시의 남쪽과 동쪽으로 열려있는 화북 평원의 북쪽 끝에 위치하고 있다. 북쪽~서쪽의 산맥들은 도시를 둘러싸고 있고, 이 산들은 중국 북부의 농업 핵심지역이 주변이 사막으로 변하는 것을 막아준다. 이 도시의 북서쪽, 특히 연경구, 그리고 화이러우구는 쥔두산(軍都山)이 들어서 있고 서부 지역은 서산(西山)산맥이 그 골격을 이루고 있다. 베이징의 북부 지방을 가로질러 뻗어있는 만리장성은 대초원 유목민들의 침략을 방어하기 위해 이 거친 지형을 이용하였다. 서산 지역의 하북성경계 지역에 있는 동링 산은 그 지역의 가장 높은 산이고, 해발 2303m다.
이 지역을 흐르는 주요 강은 하이허 강(海河)줄기의 일부인 융딩 강(永定河), 차오바이 강(潮白河)이고 남쪽으로 흐른다. 베이징은 또한 화북 평원에서 항저우를 이어 지어진 대운하의 북쪽 끝에 있다. 미윈(密雲) 댐은 차오바이 강의 상류에 지어졌고, 베이징의 가장 큰 댐이며 물 공급의 핵심으로 미윈 저수지를 형성한다.
베이징의 도심 지역(북위 39도, 동경 116도)은 도시의 중남부 지역에 위치하고 있으며, 도시에서 작은 부분이지만, 도시 확장이 시작되는 부분이다. 도심 지역은 몇몇 위성 도시를 통하는 가장 먼 육환(六環)의 벨트로 뻗어있다. 티엔안먼과 그 광장은 베이징의 중심부에 있고, 중국 황제의 이전 거주지 였던 자금성의 남쪽에 위치한다. 천안문 서쪽으로 중난하이는 중화인민공화국의 수장들의 거주지이다. 베이징의 동에서 서쪽으로 가로질러가면 장안가(長安街)가 있고, 베이징의 중심지 가운데 하나이다.

## 기후

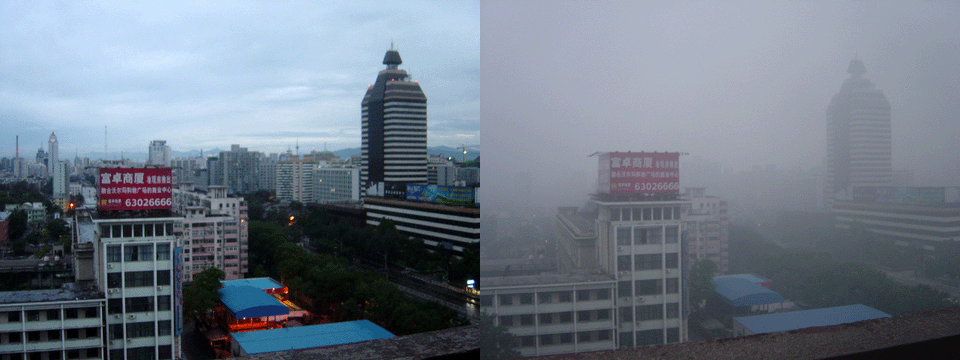
2005년 8월에 촬영한 베이징시의 모습. 왼쪽은 베이징시에 비가 내린 모습이고 오른쪽은 베이징시가 스모그에 뒤덮인 모습이다.

베이징은 냉대 동계 소우 기후(쾨펜의 기후 구분 Dwa)에 속하며, 여름은 고온 습윤, 겨울은 한랭 건조한 특징을 갖는다. 가장 추운 1월의 평균 최저 기온은 -8.4 °C, 평균 최고 기온은 1.8 °C이며, 동절기에는 강수량이 매우 적어 눈도 많이 내리지 않는다. 가장 더운 7월의 평균 최저 기온은 22.0 °C, 평균 최고 기온은 30.9 °C이며, 강수량이 많다. 베이징의 여름은 전반적으로 무더우며, 종종 35 °C를 넘는 고온 현상도 나타난다.
최근 몇 년 동안 베이징 및 허베이 지방의 겨울과 봄에는 심각한 황사, 스모그 현상이 일어나 베이징 일대에 손해를 입혔다. 2008년 하계 올림픽에 알맞은, 좋은 환경을 만들기 위해 국가는 내몽골 자치구의 초원 지대, 황토고원, 허베이 지방 등 지역 환경 관리에 관계되는 지역에 큰 힘을 기울였고, 이후에도 황사 현상에 대한 좋은 방향을 모색하고 있다.
| 베이징시의 기후                                             | 베이징시의 기후 | 베이징시의 기후 | 베이징시의 기후 | 베이징시의 기후 | 베이징시의 기후 | 베이징시의 기후 | 베이징시의 기후 | 베이징시의 기후 | 베이징시의 기후 | 베이징시의 기후 | 베이징시의 기후 | 베이징시의 기후 | 베이징시의 기후 |
| 월                                                          | 1월             | 2월             | 3월             | 4월             | 5월             | 6월             | 7월             | 8월             | 9월             | 10월            | 11월            | 12월            | 연간            |
| ----------------------------------------------------------- | --------------- | --------------- | --------------- | --------------- | --------------- | --------------- | --------------- | --------------- | --------------- | --------------- | --------------- | --------------- | --------------- |
| 역대 최고 기온 °C (°F)                                      | 14.3 (57.7)     | 25.6 (78.1)     | 29.5 (85.1)     | 33.5 (92.3)     | 41.1 (106.0)    | 41.1 (106.0)    | 41.9 (107.4)    | 39.3 (102.7)    | 35.9 (96.6)     | 31.0 (87.8)     | 23.3 (73.9)     | 19.5 (67.1)     | 41.9 (107.4)    |
| 일평균 최고 기온 °C (°F)                                    | 2.3 (36.1)      | 6.1 (43.0)      | 13.2 (55.8)     | 21.0 (69.8)     | 27.2 (81.0)     | 30.8 (87.4)     | 31.8 (89.2)     | 30.7 (87.3)     | 26.5 (79.7)     | 19.3 (66.7)     | 10.3 (50.5)     | 3.7 (38.7)      | 18.6 (65.4)     |
| 일일 평균 기온 °C (°F)                                      | −2.7 (27.1)     | 0.6 (33.1)      | 7.5 (45.5)      | 15.1 (59.2)     | 21.3 (70.3)     | 25.3 (77.5)     | 27.2 (81.0)     | 26.1 (79.0)     | 21.2 (70.2)     | 13.8 (56.8)     | 5.2 (41.4)      | −1.0 (30.2)     | 13.3 (55.9)     |
| 일평균 최저 기온 °C (°F)                                    | −6.9 (19.6)     | −4.2 (24.4)     | 1.9 (35.4)      | 9.0 (48.2)      | 15.1 (59.2)     | 20.0 (68.0)     | 23.0 (73.4)     | 22.0 (71.6)     | 16.3 (61.3)     | 8.8 (47.8)      | 0.7 (33.3)      | −5.0 (23.0)     | 8.4 (47.1)      |
| 역대 최저 기온 °C (°F)                                      | −22.8 (−9.0)    | −27.4 (−17.3)   | −15.0 (5.0)     | −3.2 (26.2)     | 2.5 (36.5)      | 9.8 (49.6)      | 15.3 (59.5)     | 11.4 (52.5)     | 3.7 (38.7)      | −3.5 (25.7)     | −12.3 (9.9)     | −18.3 (−0.9)    | −27.4 (−17.3)   |
| 평균 강수량 mm (인치)                                       | 2.2 (0.09)      | 5.8 (0.23)      | 8.6 (0.34)      | 21.7 (0.85)     | 36.1 (1.42)     | 72.4 (2.85)     | 169.7 (6.68)    | 113.4 (4.46)    | 53.7 (2.11)     | 28.7 (1.13)     | 13.5 (0.53)     | 2.2 (0.09)      | 528 (20.78)     |
| 평균 강수일수 (≥ 0.1 mm)                                    | 1.6             | 2.3             | 3.0             | 4.7             | 6.0             | 10.0            | 11.9            | 10.5            | 7.1             | 5.2             | 2.9             | 1.6             | 66.8            |
| 평균 강설일수                                               | 2.8             | 2.5             | 1.3             | 0.1             | 0.0             | 0.0             | 0.0             | 0.0             | 0.0             | 0.0             | 1.7             | 2.8             | 11.2            |
| 평균 상대 습도 (%)                                          | 43              | 42              | 40              | 43              | 47              | 58              | 69              | 71              | 64              | 58              | 54              | 46              | 53              |
| 평균 월간 일조시간                                          | 188.1           | 189.1           | 231.1           | 243.2           | 265.1           | 221.6           | 190.5           | 205.3           | 206.1           | 199.9           | 173.4           | 177.1           | 2,490.5         |
| 가능 일조율                                                 | 62              | 62              | 62              | 61              | 59              | 50              | 42              | 49              | 56              | 59              | 59              | 61              | 57              |
| 출처: 중국기상국 (평년값: 1991년~2020년, 극값: 1951년~현재) |                 |                 |                 |                 |                 |                 |                 |                 |                 |                 |                 |                 |                 |

## 인구 및 주민
2007년 말에, 베이징 시에 사는 인구는 17,430,000 명에 달했다. 2004년 말에 비하여 453,000명이 증가하였고,2000년 말에 비하여 1,744,000 명이 증가하였다. 공안 부문 통계에 근거하여, 연말 전체 시의 호적 인구는 11,807,000 명이고, 2004년에 비하여 178,000명이 증가하고. 2000년에 비하여 732,000 명이 증가하였다. 2005년 베이징 시 인구 평균 밀도는 937명/km²이며, 2005년 전체 시의 인구의 출생률은 6.3‰, 사망률은 5.2‰이다.
베이징 인구 중 11,940,000명 의 사람들은 베이징 호적이 있고, 그 밖의 사람들은 임시의 거주 허가증을 가지고 있다. 그러나 많은 수의 이주 노동자가 공식적인 거주 허가증이 없이 불법으로 살고 있다. 베이징의 도시 중심부의 인구는 약 7,500,000명이다.
베이징은 전체 중국의 56개의 민족이 포함되어 있다. 그 가운데 한족이 95.7%를 차지하며, 1322.9만 명(2000년 제5차 전국 인구 전면조사)이 살고 있다. 회족, 만주족, 몽골족의 인구는 평균 만여 명을 넘는다. 그리고 베이징의 거주자 중 95%는 한족이다. 다른 소수민족은 만주족, 회족, 몽골족, 티베트족 등이 포함된다. 그 중에 티베트의 고등학교에 다니는 티베트 계통의 청년들은 학업을 목적으로 베이징에 거주한다.
| 민족     | 주민       | %      |
| -------- | ---------- | ------ |
| 한족     | 12,983,696 | 95.69% |
| 만주족   | 250,286    | 1.84%  |
| 후이족   | 235,837    | 1.74%  |
| 몽골족   | 37,464     | 0.28%  |
| 조선족   | 20,369     | 0.15%  |
| 투자족   | 8372       | 0.062% |
| 좡족     | 7322       | 0.054% |
| 먀오족   | 5291       | 0.039% |
| 위구르족 | 3129       | 0.023% |
| 티베트족 | 2920       | 0.022% |

근래에는 사업과 학업의 목적으로 한국인이 베이징에 사는 것을 눈에 띄게 볼 수 있다. 그들 가운데 많은 사람들은 왕징(중국어: 望京, 병음: Wàngjīng)과 우다코우(중국어: 五道口, 병음: Wǔdàokǒu) 지역에 살고 있다.

### 성씨
2006년 인구 통계수치에 의한 베이징 인구 중 가장 많은 10개의 성씨를 순서에 따라 나열하면 다음과 같다.
- 왕(중국어 정체자: 王) (10.35%)
- 장(중국어 정체자: 張) (9.4%)
- 리(중국어 정체자: 李) (8.54%)
- 유(중국어 정체자: 劉) (6.91%)
- 조(중국어 정체자: 趙, 병음: Zhào 자오[*]) (3.45%)
- 양(중국어 정체자: 楊)
- 진(중국어 정체자: 陳, 병음: Chén 천[*])
- 서(중국어 정체자: 徐, 병음: Xú 쉬[*])
- 손(중국어 정체자: 孫, 병음: sūn 쑨[*])
- 마(중국어 정체자: 馬)

## 도시의 구획

### 인근 지역
도시의 베이징의 주요 인근 지역은 다음과 같다. 인근 지역은 복합적인 구역으로 서로 이어져 있다.
- 안딩먼(安定門)
- 베이위안(北苑)
- 차오양먼(朝陽門)
- 둥즈먼(東直門)
- 팡좡(方莊)
- 푸청먼(阜成門)
- 푸싱먼(復興門)
- 궈마오(國貿)
- 허핑리(和平里)
- 왕징(望京)
- 왕부정(王府井)
- 우다오커우(五道口)
- 시단(西單)
- 시즈먼(西直門)
- 야윈춘(亞運村)
- 중관춘(中關村)

베이징의 몇몇 장소들은 중국어 정체자: 門, 병음: mén 먼/문[*]으로 끝난다. 이는 베이징 성벽 통로가 있던 장소를 의미한다. 다른 장소의 명칭은 중국어: 村, 병음: cūn 춘/천[*]으로 끝난다. 성벽 밖의 마을을 의미한다.

### 주요 지역
베이징 시 자치구의 범위 내, 또한 도시 지역의 바깥 범위를 포함한다.
- 창핑(昌平)(창평)
- 화이워우[7](懷柔)(회유)
- 미윈(密雲)(밀운)
- 량향(良鄉)
- 류리먀오(琉璃廟)
- 퉁저우(通州)(통주)
- 이좡(亦莊)(적장)

### 행정 구역
북경은 16개의 구(區)를 관할한다. 그 중 북경 이환로(北京 二環路)내의 동성(東城), 서성(西城)이 2개의 구역은 전통적으로 내성구이다. 계획 중인 북경시 구역의 범위는 북경 오환로 내외이다. 근래에는 진행이 빠르게 발전하여 도시화가 진행된다. 또한 몇몇 근교의 현이 구로 바뀌고 있다. 때문에 북경시는 정치, 문화 중심의 정립, 공업 중심 도시로 점차 변하고 있다.
- 둥청 구 (東城區: Dōngchéng Qū)
- 시청 구 (西城區: Xīchéng Qū)
- 차오양 구 (朝陽區: Cháoyáng Qū)
- 하이뎬 구 (海淀區: Hǎidiàn Qū)
- 펑타이 구 (豐台區: Fēngtái Qū)
- 스징산 구 (石景山區: Shíjǐngshān Qū)

다른 10개의 구 중 일부는 원래가 현이었다.
- 먼터우거우 구 (門頭溝區: Méntóugōu Qū)
- 팡산 구 (房山區: Fángshān Qū) — 1986년까지 팡산 현
- 퉁저우 구 (通州區: Tōngzhōu Qū) — 1997년까지 퉁 현
- 순이 구 (順義區: Shùnyì Qū) — 1998년까지 순이 현
- 창핑 구 (昌平區: Chāngpíng Qū) — 1999년까지 창핑 현
- 다싱 구 (大興區: Dàxīng Qū) — 2001년까지 다싱 현
- 핑구 구 (平穀區: Pínggǔ Qū) — 2001년까지 핑구 현
- 화이러우 구 (懷柔區: Huáiróu Qū) — 2001년까지 화이러우 현
- 미윈 구 (密雲區: Mìyún Qū) — 2015년까지 미윈 현
- 옌칭 구 (延慶區: Yánqìng Qū) — 2015년까지 옌칭 현

## 경제

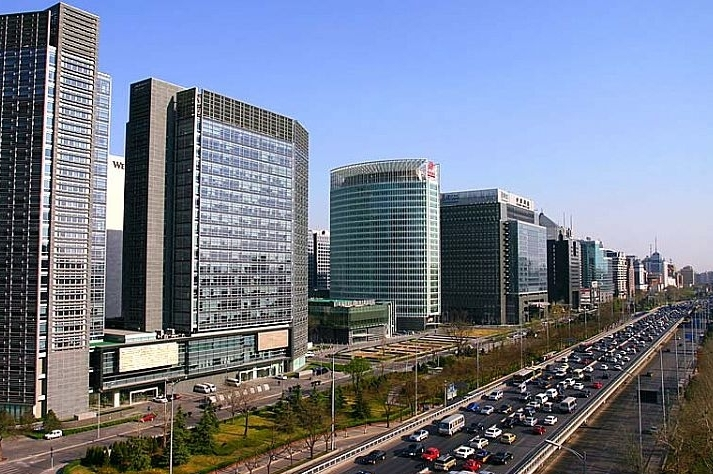
베이징 금융가

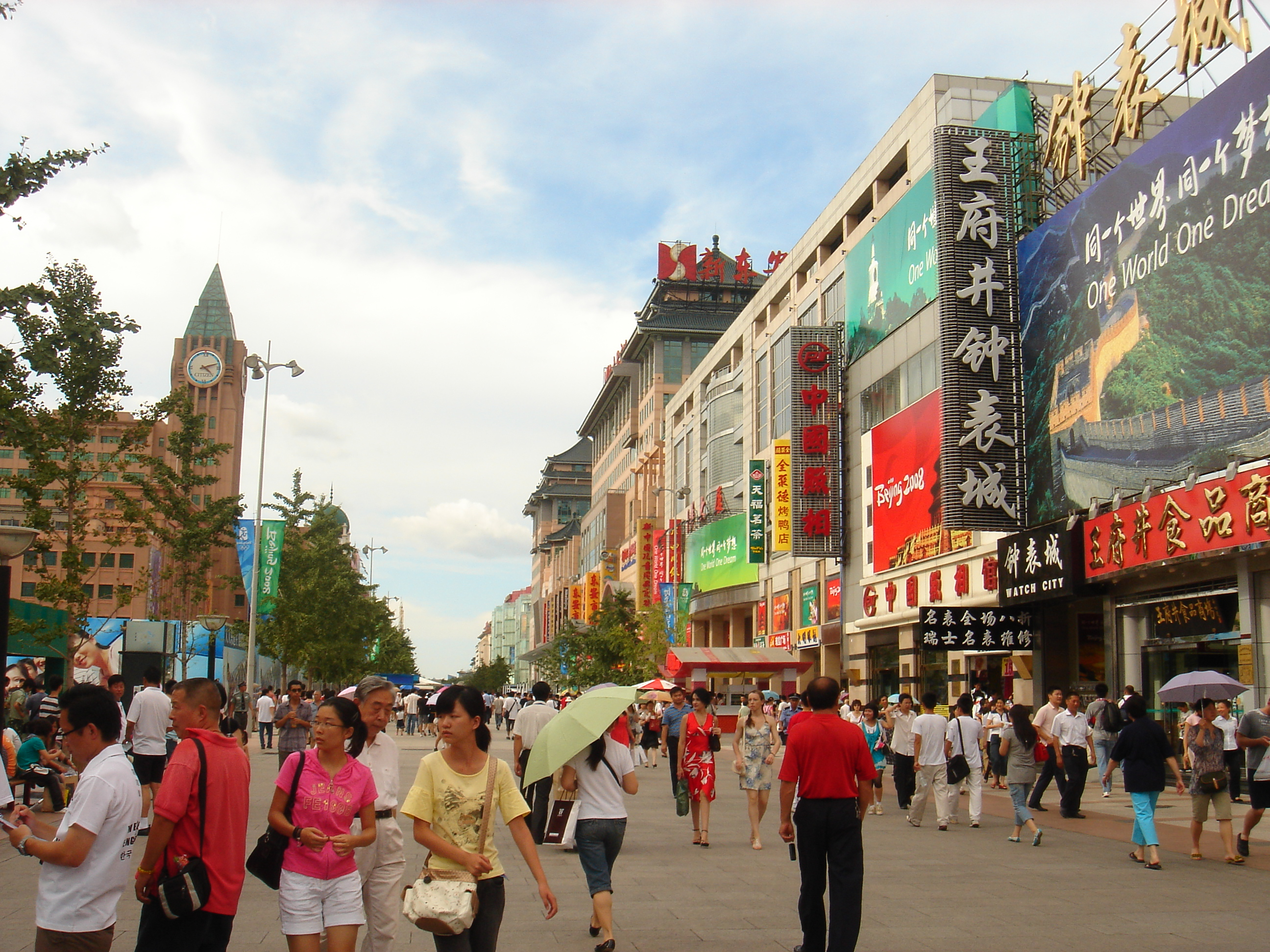
왕푸징 거리

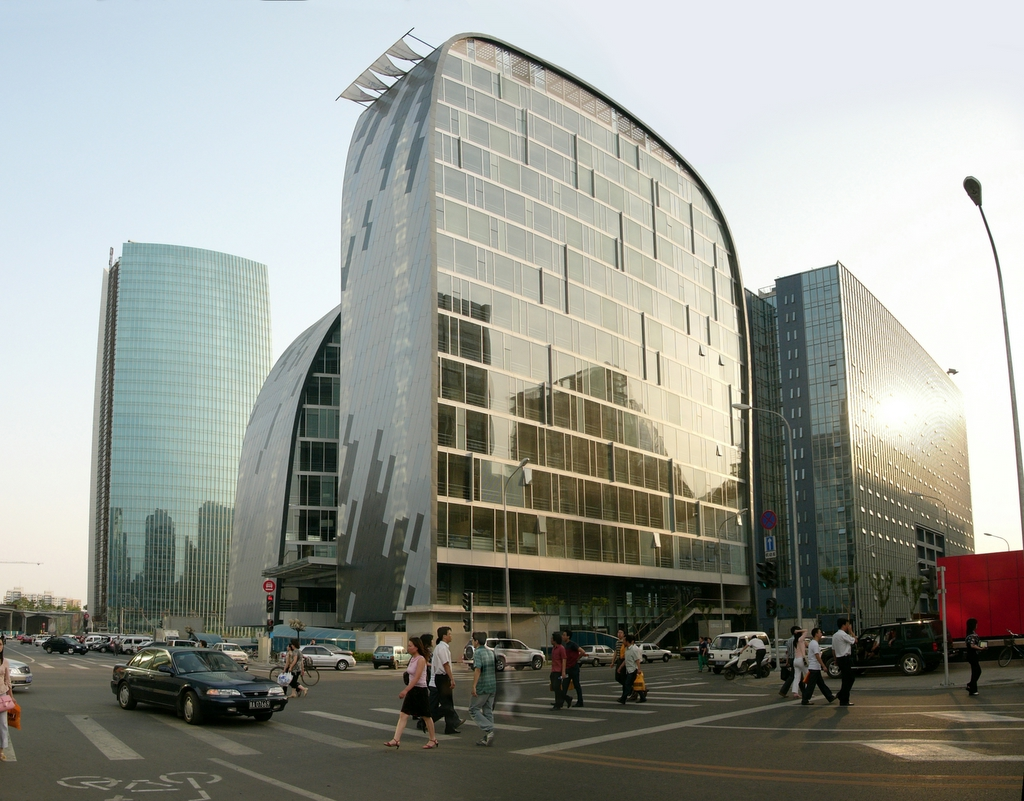
기술의 중심가 하이단 지구

수도이자 대도시라서 베이징 시민은 소득이 높을 것이라고 생각하지만, 칭화대 졸업 고소득 전문가의 평균 월 소득은 130만원 정도이다. 연봉 1000만원 정도면 베이징에서도 소수의 고소득으로 분류된다.
2006년 베이징시의 국내총생산(GDP)은 인민폐 7720.3억 위안 (약 1000억 달러)에 달했고, 전년도 대비 12% 성장했으며, 연속 8년째 2위를 실현하며 꾸준히 성장하고 있다. 1인 평균 GDP는 6210달러에 상당하는 49505위안에 달해 작년대비 8.8% 성장하였다. 베이징의 제1, 제2, 제3산업의 성장이 각각 98억, 217.2억, 5405.1억 위안에 달하며, 제3산업의 규모는 중국 대륙에서 1위를 차지하고, 지역 생산 총액의 비중이 70%에 달한다. 같은 해 도시 주민의 수입은 약 19978위안으로, 2005년 대비 실제 성장이 12.2% 증가했으며, 농촌 주민의 수입은 대략 8620위안으로, 실제 성장이 8.7%증가했다. 베이징 주민은 비교적 높은 소비력을 가지고 있어, 2006년 연간 누계가 사회 소비품 소매액 3275.2억 위안을 실현해, 전년대비 12.8%가 성장하였다. 최근 국가 통계국 자료에 따르면, 2005년 북경 주민의 엥겔 계수는 벌써 31.8%까지 내려갔으며, 국제 연합 식량 농업 기구의 표준에 따르면, 베이징은 이미 '부유형' 사회에 도달했으나, 큰 빈부차의 문제는 여전히 존재하는 것으로 나타났다.
베이징은 중국의 중요한 금융, 상업의 중심지이며, 상업은행은 국내에 있는 중국 주요 상업은행인 국가개발은행, 중국농업발전은행 등의 정책성 은행과 중국인수, 태강인수 등 전국성 보험 회사 총본부는 모두 이 곳에 설치되어 있고, 국가금융굉관조공제부문(國家金融宏觀調控制部門), 중국인민은행, 은감회(銀監會), 증감회(證監會), 보감회(保監會)도 북경에서 운영되고 있다. 또한 베이징에는 대부분의 대형 국영 기업의 총본부가 한데 모여 있는데, 거기에는 중국석화, 중국석유, 국가전력, 중국전신, 중국이동 등 세계 500대 강 기업이 포함된다. 뒤이어 중국 경제의 빠른 발전으로, 중국도 대량의 경외과국회사(境外跨國公司)를 흡인하여 북경에 지역 총본부를 세웠다.
주의 깊게 봐야 할 것은 베이징의 경제 건설에 아직도 문제가 있다는 것이다. 그 가운데 가장 큰 문제는 인구의 과도한 팽창인데, 1인 평균 노동 생산률의 성장이 다른 주요 도시와 견주어 보았을 때 성장 속도가 비교적 낮고, GDP 성장 속도는 올림픽 경제의 적극적인 촉진 때문에 현저히 높은 성장을 보이지 못했다. 베이징은 국무원 비준의 도시 건설 규제에 의거하여 대량의 에너지 소모를 전출하고, 불경제의 생산 부문은 첨단 하이테크 산업과 서비스업에 중점을 두었다. 제2산업은 엄중히 약화시켜 일찍이 북경 경제를 2000년 내외에 국제 IT 산업 파동의 강한 영향을 불러일으켰고, 연속 4분기 경제 성장률이 각각 전국 1위와, 1위에 상당수를 차지해 중앙 정부와 북경 지역 정부의 관심을 불러 일으켰다. 뒤이어 베이징 현대자동차를 포함하는 국내 고부가 가치 제조업에 착수했다. 이에 따라 일정하게 베이징 경제 구조의 불합리한 현상을 바로잡고 있다.
2005년 국무원 비준의 베이징의 도시 총체규모 (2004-2020) 중, 베이징은 국가수도, 국제도시, 문화명성, 의거도시(宜居城市)로 정해졌다.

## 교통

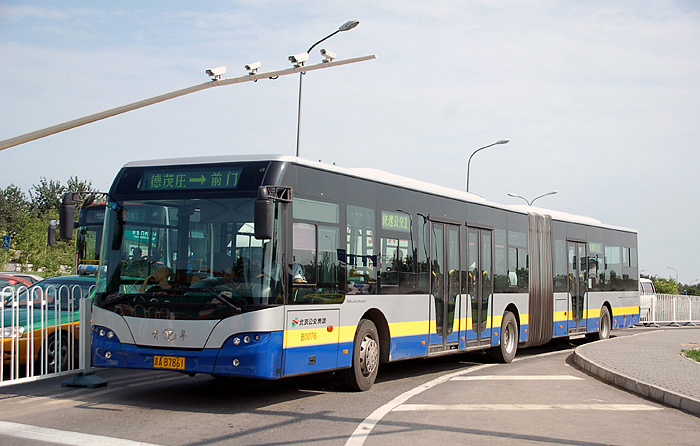
베이징의 냉방버스

베이징시 지역의 도로망 구조는 직사각형 모양 위주로 되어있고, 도로는 그것을 토대로 경위선과 평행하게 그물 모양으로 분포하고 있으며, 도시 확장으로 2, 3, 4, 5, 6 환로를 건설했다.

### 지하철
베이징은 중국에서 가장 먼저 지하철이 건설된 도시이다. 1965년 7월 1일에 건설되기 시작하였다. 베이징 지하철은 현재 다음의 총 18개의 노선을 운행하고 있고, 노선의 총 길이는 527km이며, 중국 대륙에 개통된 노선 중 가장 긴 지하철 시스템이다.
- 시내 노선
  - 1호선
  - 2호선
  - 4호선
  - 5호선
  - 6호선
  - 7호선
  - 8호선
  - 9호선
  - 10호선
  - 13호선
  - 14호선
  - 15호선
- 시외 노선
  - 다싱선
  - 바퉁선
  - 이좡선
  - 창팡선
  - 팡산선
  - 수도공항선(수도 국제공항 - 싼위안차오(三元橋) - 둥즈먼(東直門))
  - 다싱공항선

### 고속도로
징하(京哈, 베이징-하얼빈), 징후(京滬, 베이징-상하이), 징타이(京台, 베이징-타이완), 징선(京沈, 베이징-선양), 징푸(京福, 베이징-푸저우), 징주(京珠, 베이징-주하이), 징진탕(京津塘), 징스(京石), 바다링(八達嶺), 징청(京承), 징카이(京開)등의 고속도로가 있다.

### 철도
경진철도(京津鐵路), 경합철도(京哈鐵路), 경호철도(京滬鐵路), 경구철도(京九鐵路), 경광철도(京廣鐵路), 경원철도(京原鐵路), 경포철도(京包鐵路)등의 철로 간선이 집중되어 있고, 이외의 대진철도(大秦鐵路)가 국경을 넘고 있다.

### 공항
1958년 3월 2일에 개항한 베이징 수도 국제공항은 중국에서 가장 큰 민간 공항이고, 동북부 순의위성성(順義衛星城)부근에 있으며, 시 지역과 공항 고속도로를 통과하여 서로 접하고 있다. 2019년 9월 25일에는 베이징 다싱 국제공항이 개항했다. 대한민국 국적사들은 모두 기존 수도공항에 취항 중이고, 다싱 신공항에는 2023년부터 중국남방항공과 중국동방항공을 시작으로 김포와 인천을 오고가는 직항편을 신설했다.
- 베이징 수도 국제공항(首都國際機場)
- 베이징 다싱 국제공항(北京大興國際機場)

## 언어
베이징 출신의 사람들 모두 베이징 방언(사투리)를 사용한다. 이것은 중국어를 다시 나눈 관화(官話)에 속한 것이다. 베이징 방언은 표준 만다린의 기초이다. 이 언어는 중화인민공화국, 중화민국(타이완), 그리고 싱가포르 국민들이 사용하는 언어이다. 베이징 전 시민의 시골 지역은, 허베이 지방의 방언과 유사한 그들 자신의 방언을 가지고 있으며 베이징 전 지역에 퍼져 있다.

## 문화

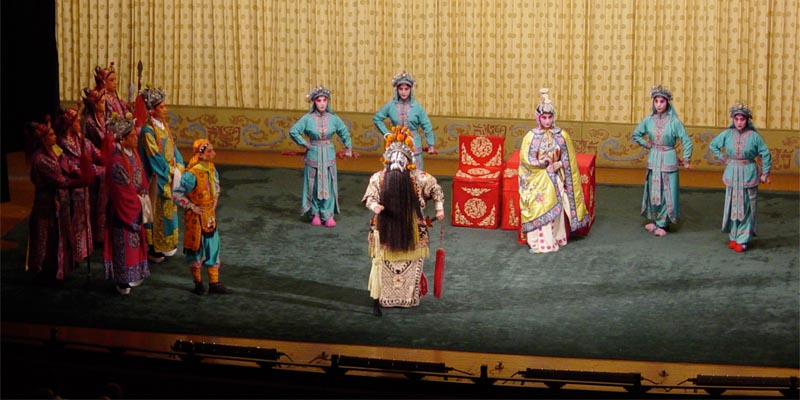
경극의 한 장면

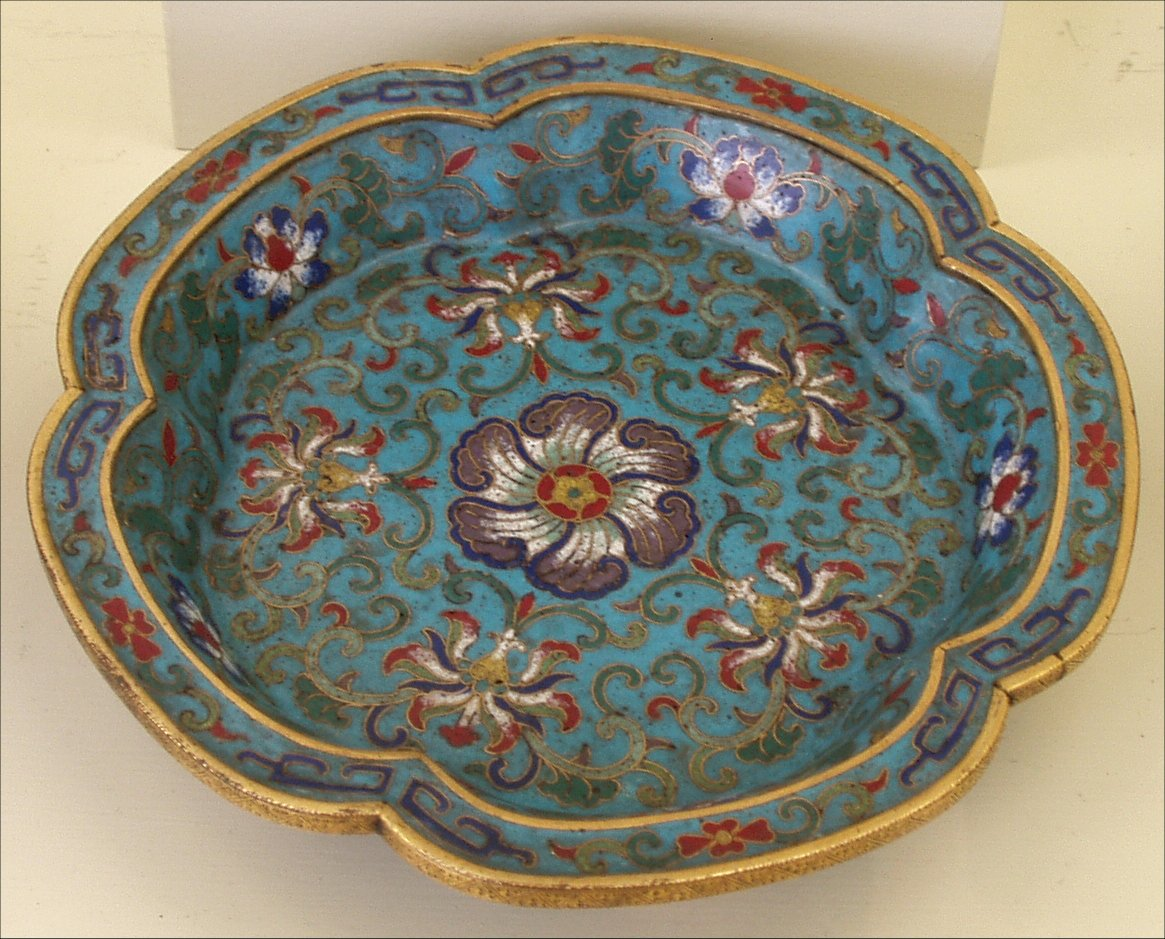
청나라의 자기

베이징의 경극(중국어 정체자: 京劇, 병음: Jīngjù 징쥐[*])은 세계적으로 유명하다. 일반적으로 중국 문화에서 가장 높은 업적 중의 하나로 칭송된다. 베이징 경극은 노래와 대화, 몸짓, 움직임, 싸움, 그리고 곡예와 같이 간결한 행동의 연속의 조합을 통해서 이루어진다. 베이징 경극은 대부분 현대의 표준 관화와 베이징 방언과는 매우 다른 고풍의 무대 방언을 공연했다. 이는 중국어 실력이 어느 정도 수준이 있지 않으면 이해하기 어려운 대화인데, 만약 중국어에 익숙치 않으면 이해하기 어려울 수 있다. 그래서 현대 극장에서는 가끔 중국어나 영어로 자막을 달기도 한다.

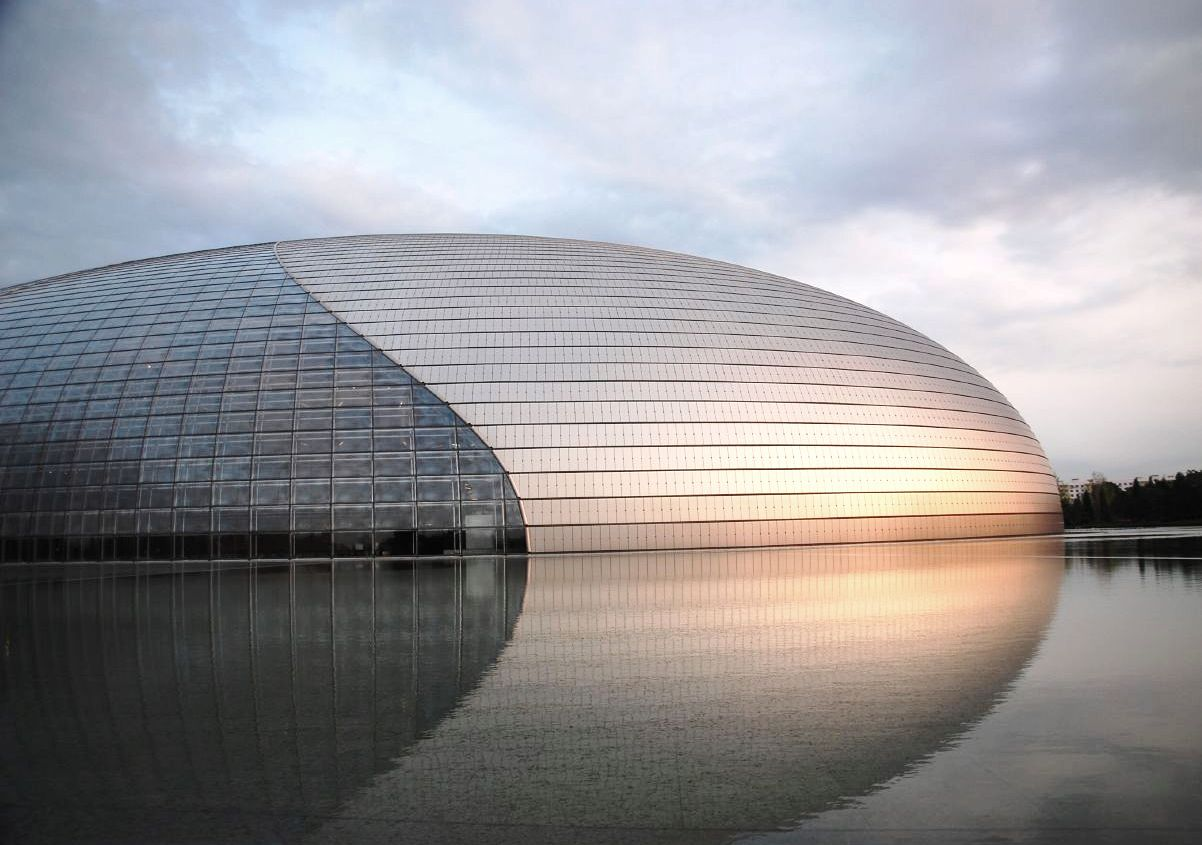
국립예술극장

### 건축

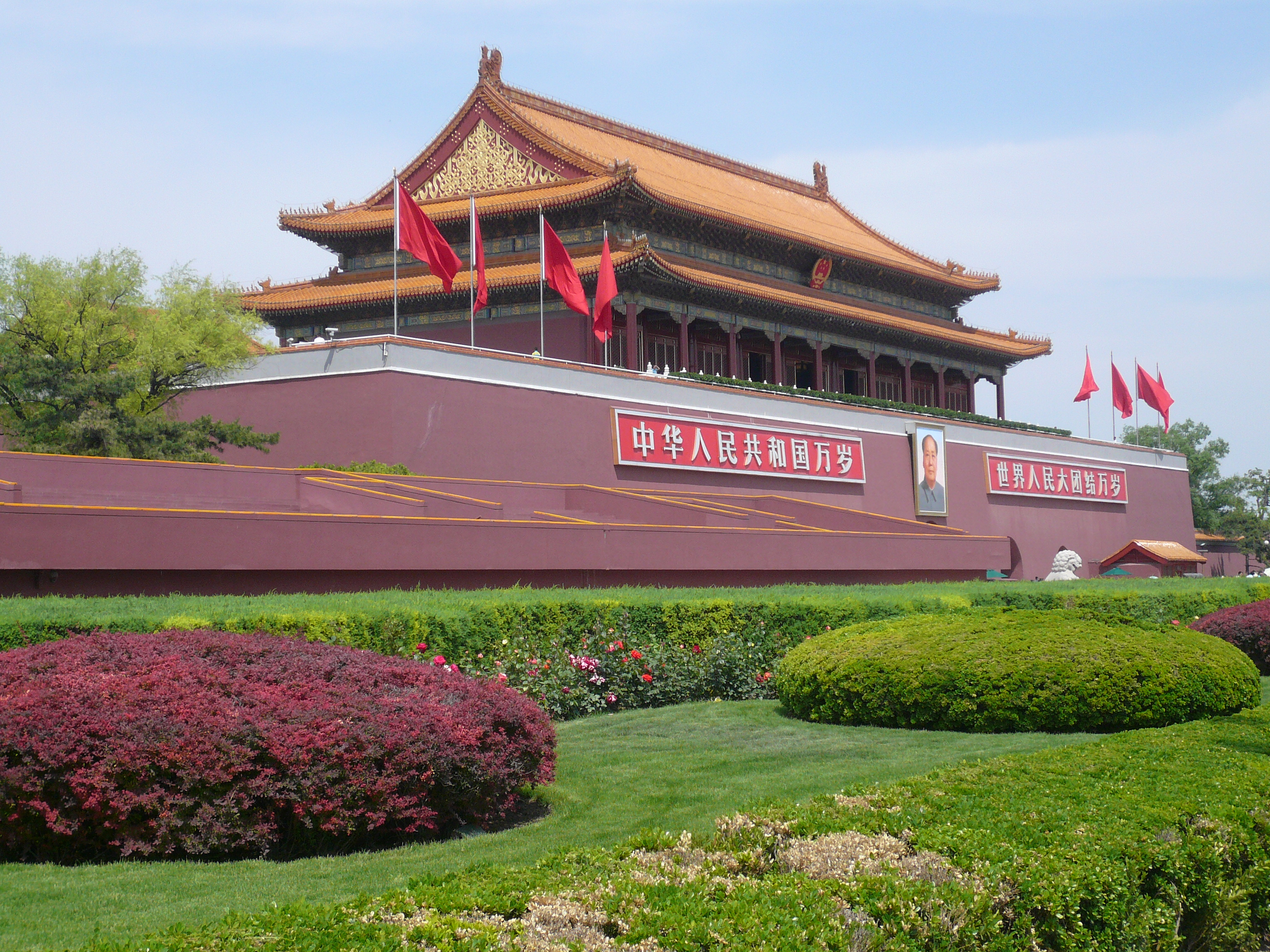
천안문

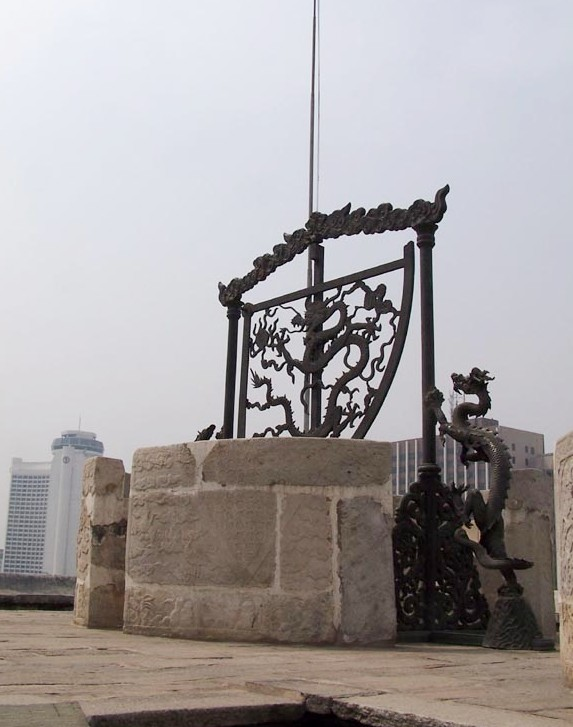
베이징 관측대

쓰허위엔(四合院)은 베이징의 전통적인 건축 양식이다. 쓰허위엔은 사각 울타리 집(a square housing compound)과 중앙 안뜰을 둘러싼 방들로 이루어져 있다. 이 안뜰은 심겨진 화초나 못뿐만 아니라 종종 석류무늬나 다른 나무의 모양을 담고 있다.
쓰허위엔의 선인 후통(胡同)은 베이징의 오래된 도시의 내부를 연결한다. 그들은 보통 직선이고 동에서 서쪽으로 흘러, 펭 슈위 때문에 출입구는 북쪽과 남쪽을 향한다. 그 폭은 다양해서 어떤 것은 동시에 보행자가 불과 몇 명뿐이 지나갈 수 없을 정도로 매우 좁다.
한 때는 베이징에서 편재해 있었던 쓰허위엔과 후통이 지금은 급속히 사라지고 있다. 후통의 거주자들은 그들의 이전의 거주지와 같은 규모의 새로운 빌딩을 아파트라고 불렀다. 그러나 많은 사람들은 공동체의 전통적인 감각과 후통의 거리 생활은 아파트로 대체될 수 없다고 말한다. 역사적으로 각별한 후통은 특별히 2008년 하계 올림픽 때문에 보존되고 있고 정부에 의해 복원되기도 하였다. 그 예로 난치찌가 있다.
베이징에서는 세 가지 종류의 건축 양식이 주를 이루고 있다. 첫 번째로 황실 중국의 전통적인 건축 양식이다. 아마도 중화인민공화국을 상징하는 특성을 가진 대건축물, 금단의 도시, 하늘의 신전이라 남아 있는 천안문이 가장 좋은 예가 될 것이다. 두 번째로는 시노 소브(“Sino-Sov")라고 불리는 건축 양식이다. 이것은 주로 1950년에서 1970년에 지어졌으며, 네모나고 차분하며 불완전한 꾸밈새를 추구하는 경향을 가지고 있다. 세 번째, 베이징의 상업 분야의 많은 현대의 건축 양식들이 있다. 과거의 건축물과 오늘날의 건축물이 괴상하면서도 인상적으로 혼합되어 있다. 이 양식은 따샨즈 예술구(Dashanzi Art District)에서 볼 수 있으며 이 모습은 1950년대와 오늘날의 새로움이 혼합을 이룬 예술이다.

### 요리
중국 고급관리의 요리는 베이징 지방의 요리 방법이다. 베이징 오리구이는 가장 잘 알려진 요리일 것이다. 원래 청조의 만주 황제들이 즐기던 “만한전석(滿漢全席, manhan quanxi)”은 전통적인 향연이다. 매우 명성있고 비싸다는 뜻이다.
찻집도 베이징에서 매우 흔하다. 중국차는 매우 다앙하며, 그 가운데 어떤 비싼 것들은 병을 치료하는 데 매우 효과적이라 한다.

### 고정관념
베이징 사람들은 흔히 다른 중국 사람들이 개방적이고 자신 있고 재치 있으며, 엄격하고 위엄 있는 예절, 정치에 열광적인 것, 예술, 문화 또는 다른 “웅장한” 것들, 절약이나 세심한 계산과 관련 없는 것을 지키려 한다. 그들은 또 흔히 귀족적이고 거만하며 한가로이 지내며, 시골 사람이나 시골스러운 것을 거부한다. 언제나 다른 사람을 군림하려 한다. 그리고 사회적 계층을 강하게 의식한다. 이런 고정관념은 아마도, 과거 800년 동안 중국의 수도였으며 베이징에서 관리들과 다른 저명 인사들이 많이 모여 있는 베이징의 지위에서 나왔을 것이다.

## 교육

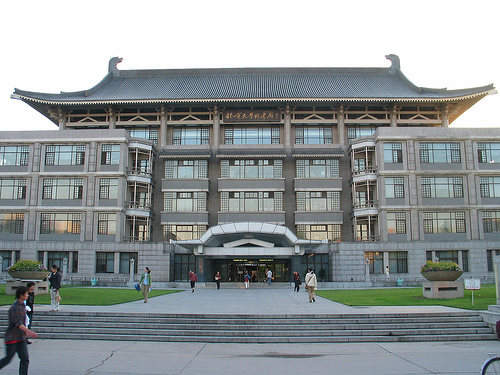
북경대도서관

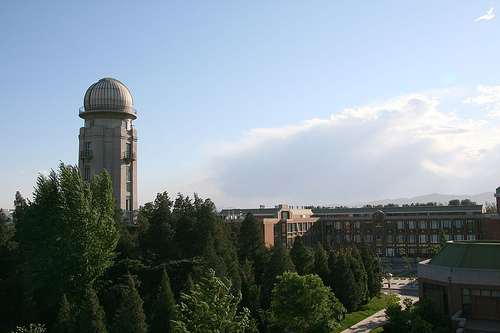
칭화대학교

베이징은 특히 중국에서 가장 훌륭한 학교인 칭화 대학과 베이징 대학이 있으며, 국제적으로 성장하는 여러 대학들을 포함하여, 많은 대학과 전문 대학의 보금자리라고 할 수 있다. 중국의 정치와 문화의 중심이 되는 북경의 지위 때문에, 높은 비율의 제3수준의 시설들이 적어도 통계적으로 59%에 도달하고 있으며, 중국의 다른 도시보다 베이징에 위치하고 있다. 대한민국, 동남아시아, 남아메리카, 유럽, 일본 등 여러 곳에서 많은 외국 학생들이 베이징에 해마다 공부를 하러 오며, 점점 늘어나고 있는 추세이며, 특히 서양 학생들이 늘어나고 있다. 이 곳에 있는 시설은 중국 정부 교육기관에서 관리한다.
- 베이징 대학(北京大學) (1898년 설립), 마오쩌둥의 얼이 담겨 있다.
- 칭화 대학(清華大學) (1911년 설립), 공학계열이 특히 유명하다.
- 중국인민대학 (中國人民大學)
- 북경항공항천대학 (北京航空航天大學)
- 베이징 사범대학 (北京師範大學)
- 베이징 이공대학 (北京理工大學)
- 북경교통대학 (北京交通大學)
- 중앙재경대학 (中央財經大學)
- 대외경제무역대학 (對外經濟貿易大學)
- 국제관계학원 (國際關係學院)
- 북경과기대학 (北京科技大學)
- 중국정법대학 (中國政法大學)
- 북경공업대학 (北京工業大學)
- 베이징 외국어대학 (北京外國語大學)
- 베이징 어언대학 (北京語言大學)
- 중국농업대학 (中國農業大學)
- 북경화공대학 (北京化工大學)
- 북경중의약대학 (北京中醫藥大學)
- 석유대학 (石油大學)
- 북경우전대학 (北京郵電大學)
- 수도사범대학 (首都師範大學)
- 북경임업대학 (北京林業大學)
- 중국전매대학 (中國傳媒大學)
- 중앙희극학원 (中央戲劇學院)
- 중앙음악학원 (中央音樂學院)
- 중앙미술학원 (中央美術學院)
- 베이징 영화 학원 (北京電影學院)
- 중앙민족대학 (中央民族大學)

### 종교
베이징에는 불교 문화가 많이 남아 있다. 중국에서 사찰이 가장 많은 대도시이며, 불교 신자도 중국에서 최고 수준이다.

### 언론

#### 텔레비전과 라디오
베이징 텔레비전(BTV)는 채널 1번에서 10번까지 방송을 한다. 중국중앙텔레비전(CCTV)와는 달리, 베이징에서는 현재 영어방송 TV 채널이 아닌 전 도시 수준의 방송을 한다. 세 군데의 라디오국에서는 영어로 된 프로그램을 중점으로 다룬다. FM 88.7의 Hit FM, 중국국제방송(CRI) AM 774의 Radio 774가 새롭게 착수하였다.

#### 신문
베이징 석간 신문은 매일 오후에 중국의 베이징에 관한 내용을 다룬 소식으로 배급된다. 전국적으로 배급되는 중국의 신문은 북경에서도 볼 수 있다. 또한 영어와 일본어로 된 신문과 잡지와 같은 국제 간행물은 주요 국제 호텔과 가까운 가게에서 이용할 수 있다.

## 스포츠

### 베이징이 개최한 대회
- 1990년 아시안 게임
- 2001년 하계 유니버시아드
- 2008년 하계 올림픽, 2008년 하계 패럴림픽
- 2022년 동계 올림픽, 2022년 동계 패럴림픽

### 중국 프로축구슈퍼리그
- 베이징 궈안

### 중국 프로농구CBA
- 베이징 덕스
- 베이징 올림피안

## 관광

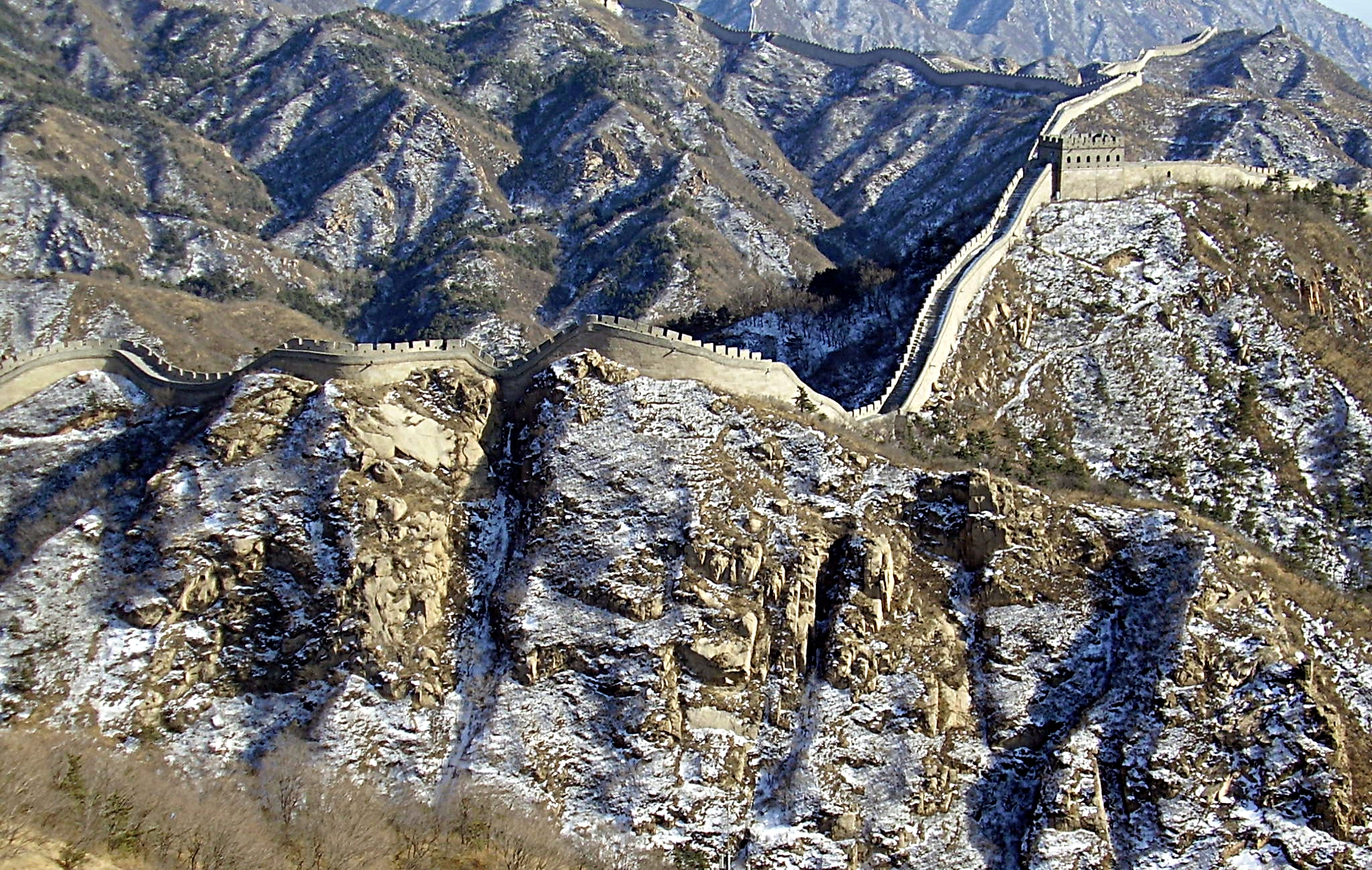
베이징 인근의 만리 장성

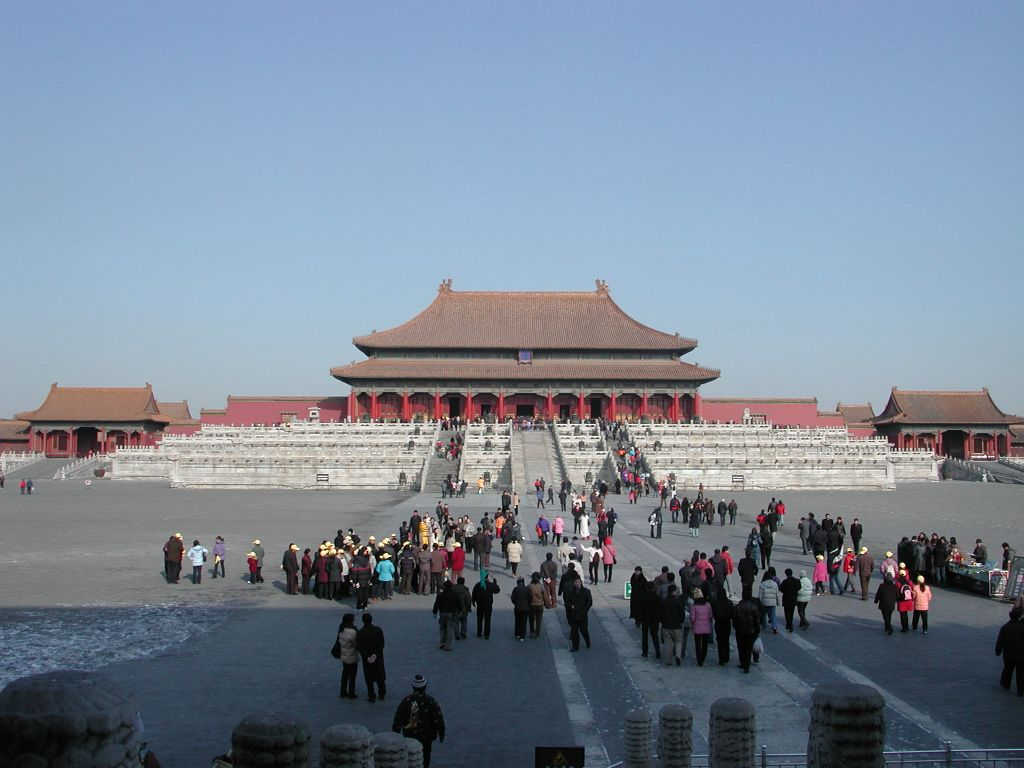
자금성

19~20세기의 혼란(유럽 군대의 개입에 의한 손상과 제2차 세계대전때의 일본 침략과 문화혁명을 포함하여)에도 불구하고 베이징은 역사적으로 부유했던 도시로 여전히 관광객의 매력을 유지하고 있다. 비록 서부의 정치적 중요성으로 더욱 더 알려졌지만 톈안먼은 베이징의 가장 중요한 위치가 되어 왔다. 그리고 만리장성, 자금성, 이화원, 그리고 천단공원(Temple of Heaven), 명십삼릉이 유명하다.
관광지가 아닌 곳 중 유명한 곳으로는 베이징의 뒷골목인 후퉁과 100년 이상된 오래된 가게에 부여하는 라오쯔하오가 있는 가게이다.
- 만리장성(萬里長城)은 달에서도 보인다는 세계 문화 유산이다. 그러나 보이지 않는다.
- 자금성(紫禁城)은 명나라 영락제가 지은 건축물이자 황궁이다. 세계에서 규모가 가장 큰 황궁이며, 이곳을 찾는 관광객들도 상당히 많다.

### 호텔과 숙박
1949년에 중국 공산당이 설립된 이래 처음 20년 동안 베이징에는, 그 당시의 경제적 사회적 조건 때문에 아무런 호텔도 찾아볼 수 없었다. 베이징을 여행하는 개인들을 위해 한 시설에서 제공하는 장소는 자오다이수오(초대소: 숙박 센터)였다. 자오다이수오는 시청이나 시의 기관의 부속기관이었다. 더 오래된 것들은 공공편의와 문화적 설비를 가지고 있다. 어떤 자오다이수오는 오늘날까지 남아서 사용되고 있다.
가장 잘 알려진 호텔은 베이징 호텔인데, 국가 소유이다. 다른 유명한 호텔은 만리장성 쉐라톤 호텔, 켐핀스키 호텔, 지안구오 호텔, 라플스 호텔, 오리엔탈 플라자의 하얏트 호텔이 있다. 유스호스텔은 지난 몇 년 동안 점점 널리 보급되어서 지금은 베이징에 상당히 많이 있다. 대부분의 호텔은 베이징 중심지에 있다.

## 지역 교류
베이징은 다른 많은 나라의 도시들과 우호적 관계를 맺고 있다.
| 도시             | 국가       | 자매결연시기     |
| ---------------- | ---------- | ---------------- |
| 도쿄             | 일본       | 1979년 3월 14일  |
| 뉴욕             | 미국       | 1980년 2월 25일  |
| 리마             | 페루       | 1983년 11월 21일 |
| 워싱턴 D.C       | 미국       | 1984년 5월 15일  |
| 마드리드         | 스페인     | 1985년 9월 16일  |
| 리우데자네이루   | 브라질     | 1986년 11월 24일 |
| 쾰른             | 독일       | 1987년 9월 14일  |
| 알제             | 알제리     | 1989년 9월 11일  |
| 앙카라           | 터키       | 1990년 6월 20일  |
| 카이로           | 이집트     | 1990년 10월 28일 |
| 이슬라마바드     | 파키스탄   | 1992년 10월 8일  |
| 자카르타         | 인도네시아 | 1992년 10월 8일  |
| 방콕             | 태국       | 1993년 5월 26일  |
| 예루살렘         | 이스라엘   | 1993년 5월 29일  |
| 부에노스아이레스 | 아르헨티나 | 1993년 7월 13일  |
| 서울특별시       | 대한민국   | 1993년 10월 23일 |
| 베를린           | 독일       | 1994년 1월 1일   |
| 파리             | 프랑스     | 1997년 1월 1일   |
| 런던             | 영국       | 2006년 1월 1일   |